# اندیس آنومالی اوچ دره
آنومالی اوچ دره یک اندیس فلزی است که در حوالی شهر صائین قلعه استان آذربایجان غربی قرار دارد و مادهٔ معدنی موجود در آن، طلا است.سنگ میزبان این اندیس گرانودیوریت، شیست، گنیس، ریولیت، تراکی آندزیت است  در این اندیس، پاراژنز‌های سینابر، کالکوپیریت، پیرومورفیت یافت می‌شوند.